# پل بلکفرایرز
پل بلکفرایرز (انگلیسی: Blackfriars Bridge) یک پل قوسی بر روی رود تیمز، لندن است.
این پل که در سال ۱۸۶۹ ساخته شده دارای ۲۸۱ متر طول و ۳۲ متر عرض می‌باشد. ایستگاه بلکفرایرز در شمال این پل قرار دارد.

## نگارخانه

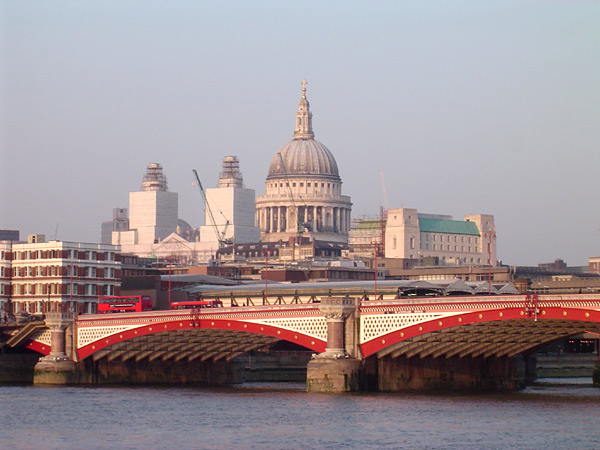
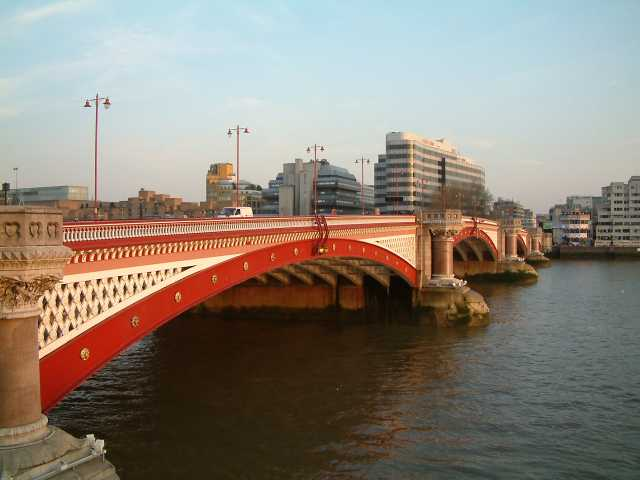
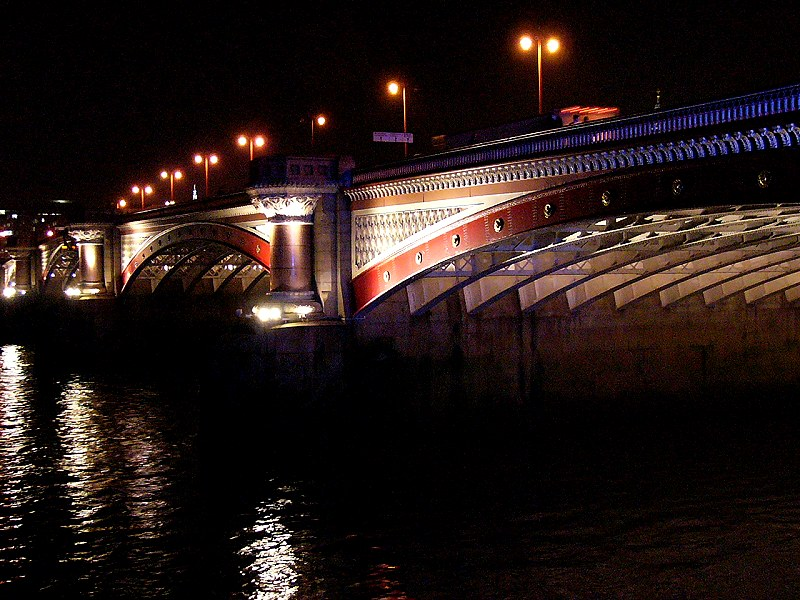